# 石垣島地方気象台
石垣島地方気象台（いしがきじまちほうきしょうだい）は、沖縄県石垣市にある地方気象台。八重山地方（八重山列島）を管轄する。

## 概要
大別すると予報業務、観測業務、地震・津波業務を行っており、このうち観測業務としては、地上気象観測、生物季節観測、地域気象観測（アメダス）、高層気象観測、レーダー気象観測、精密日射放射観測、大気バックグラウンド汚染観測を行っている。
沖縄気象台の管轄下にあり、西表島に西表島特別地域気象観測所、与那国島に与那国島特別地域気象観測所を有している。また、石垣島の伊原間、川平、西表島の大原、波照間島に地域気象観測所を有する。大気バックグラウンド汚染観測は与那国島特別地域気象観測所で行われている。沖縄県最高峰の於茂登岳には、気象レーダー観測所が設けられている。
生物季節観測では、日本各地の気象台で行われているもののほかに、イワサキクサゼミやリュウキュウクマゼミの初鳴、サシバの南下初見、ヒカンザクラの開花や満開、デイゴやリュウキュウコスミレの開花といった、八重山地方に特徴的な生物の観測を行っている。

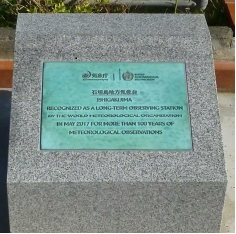
「百年観測所」の認定プレート

1897年（明治30年）から現在地で観測を行っており、2017年（平成29年）5月に、世界気象機関（WMO）が100年以上にわたり同じ場所で気象観測を継続している観測所を認定する「百年観測所」（Centennial Observing Stations）に、日本で初めて認定された。2018年（平成30年）12月5日には「百年観測所」の認定プレートが設置されている。

## 沿革
- 1896年（明治29年）12月5日 - 中央気象台附属石垣島測候所として創立（登野城村127番地（現在の字登野城205番地））[12][13]。
- 1897年（明治30年）5月1日 - 現在地に木造瓦葺き庁舎を新築し移転[13]。
- 1909年（明治42年） - 煉瓦造2階建て庁舎に改築[13]。
- 1928年（昭和3年） - 測候所内に無線電信塔（高さ30m）2基が完成[13]。
- 1944年（昭和19年）1月31日 - 与那国島測候所創立。
- 1946年（昭和21年）1月15日 - 琉球列島米国軍政府八重山支庁逓信部の附属機関となり、八重山気象台に改称。
- 1946年（昭和21年）2月22日 - 日本の中央気象台の監督下に移管され、石垣島測候所に改称。
- 1946年（昭和21年）11月3日 - 与那国島測候所廃止。
- 1949年（昭和24年）12月31日 - 琉球政府に移管。
- 1950年（昭和25年）1月1日 - 琉球気象局の管轄下になる。
- 1950年（昭和25年）1月25日 - 西表島観測所創立。
- 1956年（昭和31年）5月1日 - 与那国島測候所再開。
- 1965年（昭和40年）8月1日 - 琉球気象台が琉球政府通商産業局の外局の琉球気象庁となったのに伴い、八重山気象台に改称。
- 1969年（昭和44年）3月1日 - 石垣島航空測候所（現那覇航空測候所石垣空港出張所）創立。
- 1970年（昭和45年）11月1日 - 与那国島航空測候所（現与那国航空気象観測所）創立。
- 1972年（昭和47年）5月15日 - 沖縄の本土復帰に伴い、石垣島地方気象台に改称。
- 1994年（平成6年）3月15日 - 於茂登岳気象レーダー観測所運用開始。
- 2002年（平成14年）3月1日 - 西表島測候所が無人化され、西表島特別地域気象観測所に改称。
- 2008年（平成20年）10月1日 - 与那国島測候所が無人化され、与那国島特別地域気象観測所に改称[14][15]。
- 2017年（平成29年）5月 - 世界気象機関（WMO）から「百年観測所」に認定される[8]。
- 2020年（令和2年）2月12日 - 人事院総裁賞を受賞[16]。

## 観測所

### アメダス
凡例
〇は観測項目
| 観測所名                 | 所在地                         | 観測要素 | 観測要素 | 観測要素 | 観測要素 | 観測要素 | 備考                                                              |
| 観測所名                 | 所在地                         | 降 水 量 | 気 温    | 風       | 日 照    | 気 圧    | 備考                                                              |
| ------------------------ | ------------------------------ | -------- | -------- | -------- | -------- | -------- | ----------------------------------------------------------------- |
| 石垣島地方気象台         | 石垣市登野城                   | 〇       | 〇       | 〇       | 〇       | 〇       |                                                                   |
| 盛山地域気象観測所       | 石垣市字盛山東牛種子           | 〇       | 〇       | 〇       |          |          | 石垣航空気象観測所（石垣空港内に設置）                            |
| 伊原間地域気象観測所     | 石垣市伊原間                   | 〇       | 〇       | 〇       | 〇       |          |                                                                   |
| 川平地域気象観測所       | 石垣市川平                     | 〇       |          |          |          |          |                                                                   |
| 西表島特別地域気象観測所 | 八重山郡竹富町字上原宇那利崎   | 〇       | 〇       | 〇       | 〇       | 〇       |                                                                   |
| 大原地域気象観測所       | 八重山郡竹富町南風見           | 〇       | 〇       | 〇       | 〇       |          |                                                                   |
| 波照間地域雨量観測所     | 八重山郡竹富町波照間           | 〇       | 〇       | 〇       | 〇       |          |                                                                   |
| 与那国特別地域気象観測所 | 八重山郡与那国町与那国         | 〇       | 〇       | 〇       | 〇       | 〇       |                                                                   |
| 所野地域気象観測所       | 八重山郡与那国町字与那国       | 〇       | 〇       | 〇       |          |          |                                                                   |
| 真栄里地域気象観測所     | 石垣市字真栄里                 | 〇       | 〇       | 〇       |          |          | 2013年3月6日まで観測。 （旧石垣空港内に設置）                     |
| 志多阿原地域気象観測所   | 八重山郡竹富町字波照間志多阿原 | 〇       | 〇       | 〇       |          |          | 2020年1月1日まで観測。 波照間航空気象観測所（波照間空港内に設置） |

### 震度
- 石垣市新川(石垣地方気象台内)、石垣市平久保、竹富町黒島、竹富町大原、竹富町船浮、竹富町波照間、与那国町久部良、与那国町祖納(与那国特別地域気象観測所内)

### 地震
- 石垣市新川(石垣地方気象台内)、石垣市平久保、竹富町黒島、竹富町船浮、竹富町波照間、与那国町久部良、与那国町祖納(与那国特別地域気象観測所内)

### 潮位・津波（検潮所）
- 石垣、与那国